# Голомб, Иосиф Эммануилович
Ио́сиф Эммануи́лович Голо́мб (16 октября 1920, Москва — 26 января 2005, Москва) — советский и российский оператор документального и мультипликационного кино, фронтовой кинооператор в годы Великой Отечественной войны. Заслуженный работник культуры РСФСР (1985).

## Биография
Родился в Москве в еврейской семье служащих. Учился на операторском факультете ВГИКа, который из-за начавшейся войны окончил в 1942 году в Алма-Ате. В том же году распоряжением Комитета по делам кинематографии при СНК СССР направлен на Центральную студию кинохроники для пополнения фронтовых киногрупп.
С ноября 1942 года — во фронтовой киногруппе Западного фронта в должности ассистента оператора. В марте 1943 года был переброшен в киногруппу Северного фронта. С ноября 1943 по октябрь 1944 года — в киногруппе Черноморского флота. С киногруппой 2-го Украинского фронта принимал участие в боях за Болгарию и Румынию.
Во фронтовых характеристиках отмечен как полезный, дисциплинированный, исполнительный работник.

Тов. Голомба можно считать ценным работником фронтовой группы и способным в дальнейшем занять место самостоятельно мыслящего корреспондента хроники.
— Из характеристики 1945 года (РГАЛИ. Ф. 2944. Оп. 28. Д. 362. Л. 46.)
С марта 1945 года — оператор на ЦСДФ, кроме фильмов снимал сюжеты для кинопериодики: «Новости дня», «Советский спорт», «Советское искусство». В мае 1950 года в результате охватившей страну кампании борьбы с космополитизмом был уволен со студии, с августа того же года по апрель 1951-го работал на Северо-Кавказской студии кинохроники, а с июля 1951 года по март 1953-го на Сталинабадской киностудии художественных фильмов.
С июня 1953 года — оператор киностудии «Союзмультфильм», работал преимущественно в кукольной мультипликации.
В 1969—1989 годах — оператор творческого объединения «Экран», где стал одним из создателей студии «Мульттелефильм». Снимал первые в стране мультипликационные телесериалы. Стоял у истоков мультипликационной студии «Пилот». Будучи причастным к созданию Чебурашки, сам в конце девяностых основал детскую творческую мастерскую анимационных и документальных фильмов «Чебурашка». Участник документальных фильмов «Сказки старого Арбата» (2004) из цикла «Союзмультфильм — сказки и были», а также «Куклы в мире людей», часть «Сценарий для Буратино» (2005).
Член КПСС с 1959 года, член Союза кинематографистов СССР (Москва) с 1962 года, почётный гражданин города Варна (Болгария).
Скончался 26 января 2005 года в Москве. Урна с прахом захоронена на Новом Донском кладбище рядом с отцом (колумбарий 20, секция 42).

## Фильмография
Документальное кино
- 1942 — Битва за Севастополь (в соавторстве)
- 1944 — Вступление Красной армии в Болгарию / Вступление советских войск в Болгарию (фронтовой спецвыпуск № 8) (в соавторстве)
- 1945 — Будапешт (фронтовой спецвыпуск № 1) (в соавторстве)
- 1945 — Земля родная (в соавторстве)
- 1945 — Парад красоты и силы (в соавторстве)
- 1947 — День победившей страны (в соавторстве)
- 1947 — Румыния (СССР — Румыния) (в соавторстве)
- 1947 — Слава Москве / 800-летие Москвы (в соавторстве)
- 1948 — Владимир Ильич Ленин (в соавторстве)
- 1948 — Зимняя спартакиада (в соавторстве)
- 1948 — Юные танкисты (в соавторстве)
- 1948 — Ясная Поляна (в соавторстве)
- 1949 — День Военно-Морского Флота СССР (в соавторстве)
- 1949 — Обновление земли (в соавторстве)
- 1949 — Они возвратились на Родину
- 1949 — Пребывание в СССР делегации крестьян Чехословакии / Чехословацкая делегация в СССР (в соавторстве)
- 1950 — Первенство мира по конькам для женщин (в соавторстве)
- 1952 — На Памире (в соавторстве)
- 1953 — Великое прощание (в соавторстве; не выпущен)

Мультипликация
- 1954 — Злодейка с наклейкой
- 1954 — Карандаш и Клякса — весёлые охотники
- 1954 — На даче
- 1955 — Четыре монеты
- 1955 — Юля-капризуля
- 1956 — Небесное создание (совместно с Г. Пышковой)
- 1957 — В одной столовой…
- 1957 — Почему ушёл котёнок?
- 1958 — Краса ненаглядная
- 1958 — Три медведя
- 1959 — История Власа, лентяя и лоботряса
- 1959 — Пересолил
- 1960 — Секрет воспитания
- 1960 — Три зятя
- 1961 — Заокеанский репортёр
- 1961 — Три пингвина
- 1962 — Обида
- 1963 — Как котёнку построили дом
- 1964 — Алёшины сказки
- 1964 — Левша
- 1964 — Лягушонок ищет папу
- 1965 — Как один мужик двух генералов прокормил
- 1965 — Ни богу, ни чёрту
- 1966 — Мой зелёный крокодил
- 1966 — Поди туда, не знаю куда
- 1967 — Варежка
- 1967 — Легенда о злом великане
- 1968 — Ничто не забыто
- 1969 — Бедствие (сюжет в киножурнале «Фитиль» № 88)
- 1969 — Крокодил Гена
- 1970 — Маленькие недоразумения / Котик-мотик
- 1970 — Малышок и чёрная маска
- 1970 — Приключения Пифа
- 1971 — Мой брат — страусёнок
- 1971 — Незнайка — 1. Коротышки из Цветочного города
- 1972 — Незнайка — 1. Воздушное путешествие
- 1972 — Незнайка — 1. Незнайка встречается с друзьями
- 1972 — Незнайка — 1. Незнайка за рулём
- 1972 — Незнайка — 1. Незнайка-художник
- 1973 — Волшебник Изумрудного города — 1
- 1973 — Незнайка — 1. Возвращение
- 1974 — Волшебник Изумрудного города — 4
- 1974 — Волшебник Изумрудного города — 6
- 1974 — Волшебник Изумрудного города — 8
- 1975 — В стране ловушек
- 1975 — Одуванчик
- 1976 — Незнайка — 2. Как Незнайка совершал хорошие поступки
- 1976 — Незнайка — 2. Превращения начинаются
- 1976 — Незнайка — 2. Превращения продолжаются
- 1978 — Честное слово
- 1979 — Дядюшка Ау. Ошибка дядюшки Ау
- 1980 — Жадный богач
- 1980 — Как старик корову продавал
- 1980 — Солдатская сказка
- 1980 — Топчумба
- 1981 — Девичьи узоры
- 1981 — Жил-был Саушкин — 2
- 1982 — Берегите хлеб
- 1982 — Ветер про запас
- 1982 — Возвращение со звёзд
- 1982 — Микрофильмы
- 1982 — Новогодняя песенка Деда Мороза
- 1982 — Происшествие в музее
- 1982 — Телеглаз
- 1983 — Падал прошлогодний снег
- 1984 — Ученик волшебника
- 1984 — Волшебная лопата
- 1984 — КОАПП. Чёрный заяц
- 1984 — КОАПП. Что услышала медуза
- 1985 — КОАПП. Разными глазами
- 1985 — КОАПП. Сонное царство
- 1985 — Лебединое пёрышко
- 1985 — Полезные советы профессора Чайникова. Как не залить соседей
- 1985 — Полезные советы профессора Чайникова. Как обогреть палатку
- 1985 — Туда и обратно
- 1986 — КОАПП. Самая скорая помощь
- 1986 — Площадь картонных часов
- 1986 — Следствие ведут Колобки (1 и 2 серии)
- 1987 — Следствие ведут Колобки (3 и 4 серии)
- 1989 — Лифт 1
- 1989 — Лифт 2
- 1990 — Авиаторы
- 1990 — Его жена курица
- 1992 — Сюда идёт кот!

## Награды и звания
- медаль «За взятие Будапешта» (1945)[11];
- медаль «За оборону Москвы» (1945)[11];
- медаль «За победу над Германией в Великой Отечественной войне 1941—1945 гг.» (1945)[11];
- орден «За культуру и искусство» (1951, Румыния)[5];
- орден Отечественной войны II степени (6 апреля 1985)[13];
- заслуженный работник культуры РСФСР (29 мая 1985)[14];
- 4 медали СССР[5].

## Отзывы
По сути возрождение объёмной мультипликации в России началось с Иосифа Голомба, режиссёра Евгения Мигунова и их фильма «Карандаш и Клякса — весёлые охотники» (1954). <…>
 Он — первый из «стариков», кто поверил в независимые студии и встал у истоков «Пилота».
— Сергей Капков, «Газета» 1 февраля 2005

Всё техническое обеспечение «Пилота» осуществлял Голомб. Человек мужественный и бесконечно добрый, он относился ко мне, как отец. А как он подходил к делу! У нас на студии ходил термин «молитва Голомба». Когда камера уже была заряжена, и вот-вот должна была раздаться команда «мотор», Иосиф Эммануилович замирал — закрывал глаза, вытягивался по стойке смирно и замолкал.
— Александр Татарский,  «Газета» 1 февраля 2005